# Hasarius lisei
Hasarius lisei là một loài nhện trong họ Salticidae.
Loài này thuộc chi Hasarius. Hasarius lisei được Bauab & Ilka Maria Fernandes Soares miêu tả năm 1982.